# Bidco United FC
Der Bidco United Football Club ist ein kenianischer Fußballverein mit Sitz in Thika, Kiambu County. Der Verein spielt aktuell in der ersten Liga des Landes, der Kenyan Premier League.

## Stadion
Der Verein trägt seine Heimspiele im Thika Municipal Stadium in Thika aus. Das Stadion hat ein Fassungsvermögen von 5000 Personen.